# Kasteel van Walhain
Het Kasteel van Walhain (Frans: Château de Walhain) is een ruïne van een middeleeuws kasteel in de Waals-Brabantse plaats Walhain-Saint-Paul.

## Geschiedenis
Eind 12e eeuw richtten de heren van Walhain een mottedonjon op als verdedigende positie in het hertogdom Brabant aan de grens met het graafschap Namen. Wellicht was dit het werk van Arnold II van Walhain, die een vazal was van hertog Hendrik I van Brabant. Ook de Toren van Alvaux verrees korte tijd later in de buurt.
Het best bewaarde deel is ook het oudste, namelijk de ronde donjon in breuksteen. Onder de ruïne van het romaanse kasteel zijn nog oudere sporen van bewoning aangetroffen, die mogelijk in verband zijn te brengen met de villa Walaham, bekend uit 10e-eeuwse oorkonden. 
Het kasteel was de zetel van een heerlijkheid die in 1440, onder Anton van Glymes († 1469/70), de dorpen Walhain, Saint-Paul, Thorembais-Saint-Trond en Oprebais omvatte en delen van Perbais en Tourinnes-Saint-Lambert. In 1663 viel de heerlijkheid toe aan Charles-Henri de Lorraine en in 1739 werd ze geschonken aan Marie-Louise de Rohan-Soubise, die haar in 1761 afstond aan haar nicht Armande-Victoire, gravin van Marsan. Tijdens de Franse Revolutie werd het goed onder sekwester geplaatst en werden er gemeenten uit gevormd. Het land werd in 1804 verkocht aan de vennootschap Piat-Lefebvre et fils uit Doornik.
Bescherming werd verleend in 1955 en is in 1980 uitgebreid naar de site als geheel. Sinds 1998 verrichten de Université Catholique de Louvain en de Eastern Illinois University archeologisch onderzoek op de site. In 2009 werd het kasteel aangekocht door het Institut du Patrimoine Wallon. Het beheer is toevertrouwd aan de vzw Les amis du château de Walhain. In 2020 zijn consolidatiewerken uitgevoerd aan de ruïne.

## Voetnoten
1. ↑  Laurent Verslype en Anne-Michel Herinckx, Petite histoire de… La ferme de la basse cour, Office du Tourisme, Walhain, 2020